# Clifford Chambers and Milcote
Clifford Chambers and Milcote est une paroisse civile du Warwickshire, en Angleterre.